# Павлоградська загальноосвітня школа № 8
Павлогра́дська загальноосві́тня школа I—III ступені́в № 8 — навчальний заклад І-III ступенів акредитації у місті Павлоград Дніпропетровської області.

## Загальні дані
Павлоградська загальноосвітня школа I—III ступенів № 8 розташована за адресою: вул. Західнодонбаська, 8-а, місто Павлоград (Дніпропетровська область)—51400, Україна.
Директор закладу — Климов Євген Васильович вчитель-методист(вчитель французької мови), відмінник освіти України.
Мова викладання — російська.

## Мета
Забезпечення оптимальних умов для успішного навчання, виховання та самореалізація учнів, як головний фактор розвитку інноваційної особистості.

## Сучасність
Всього — 30 учителів, з них мають:
- вищу категорію — 13;
- І категорію — 7;
- ІІ-категорію — 2;
- спеціалістів — 8.

Мають звання:
- «Старший учитель» — 4 вчителі;
- «Учитель-методист» — 6 вчителів.